# جوليانو سيلفا ألميدا
جوليانو سيلفا ألميدا هو لاعب كرة قدم برازيلي في مركز الوسط، ولد في 28 نوفمبر 1994 في بيراسيكابا في البرازيل. لعب مع نادي سانتوس.

## وصلات خارجية
- جوليانو سيلفا ألميدا على موقع قاعدة بيانات كرة القدم.إي يو (الإنجليزية)
- جوليانو سيلفا ألميدا على موقع Soccerway.com (الإنجليزية)